# Microregiunea Aszód
Microregiunea Aszód (în maghiară Aszódi kistérség) a fost o microregiune statistică (kistérség) din județul Pest, Ungaria.
Cu o populație de 35.134 locuitori și o suprafață de 241,39 km2, aceasta a existat până în 2014, când în Ungaria, microregiunile ”kistérségek” au fost înlocuite de districte (járások).